# Relaxing at Sea: Live on the QE2
Relaxing at Sea: Live on the QE2 è un album live di Lou Donaldson, pubblicato dalla Chiaroscuro Records nel 2000. Il disco fu registrato dal vivo il 5, 6, 8 e 10 novembre 1999 a bordo della nave da crociera Queen Elizabeth 2.

## Tracce
1. Harlem Nocturne – 7:57 (Earle H. Hagen)
2. Marmaduke – 8:07 (Charlie Parker)
3. Whiskey Drinkin' Woman – 12:34 (Lou Donaldson)
4. The Midnight Creeper – 6:27 (Lou Donaldson, Dr. Lonnie Smith)
5. Fast and Freaky – 5:26 (Lou Donaldson)
6. It Was a Dream – 7:03 (Big Bill Broonzy)
7. Confirmation – 8:02 (Charlie Parker)
8. Now's the Time – 10:32 (Charlie Parker)
9. I Can't Get Started – 7:32 (Vernon Duke, Ira Gershwin)
10. Lou's New York Theme Song – 0:34 (Lou Donaldson)
11. Jazzspeak – 5:38

## Musicisti
Lou Donaldson Quartet
- Lou Donaldson  - sassofono alto, voce
- Dr. Lonnie Smith  - organo Hammond B-3
- Nicholas Payton - tromba
- Randy Johnston  - chitarra
- Danny Burger  - batteria